# Seboro Pasar
Seboro Pasar is een bestuurslaag in het regentschap Purworejo van de provincie Midden-Java, Indonesië. Seboro Pasar telt 637 inwoners (volkstelling 2010).